# Gérard de la Valette

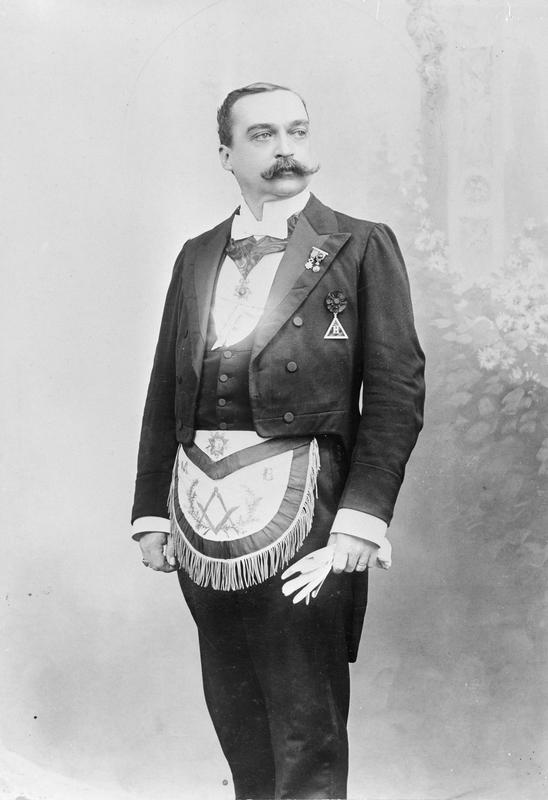
Valette in vrijmetselaarskledij.

Gerardus Johannes Petrus (de la) Valette (Semarang, 4 juli 1853 - 's-Gravenhage, 17 april 1922) was bestuursambtenaar in Nederlands-Indië en letterkundige. Hij schreef ook onder het pseudoniem Paul Ekhard.

## Familie

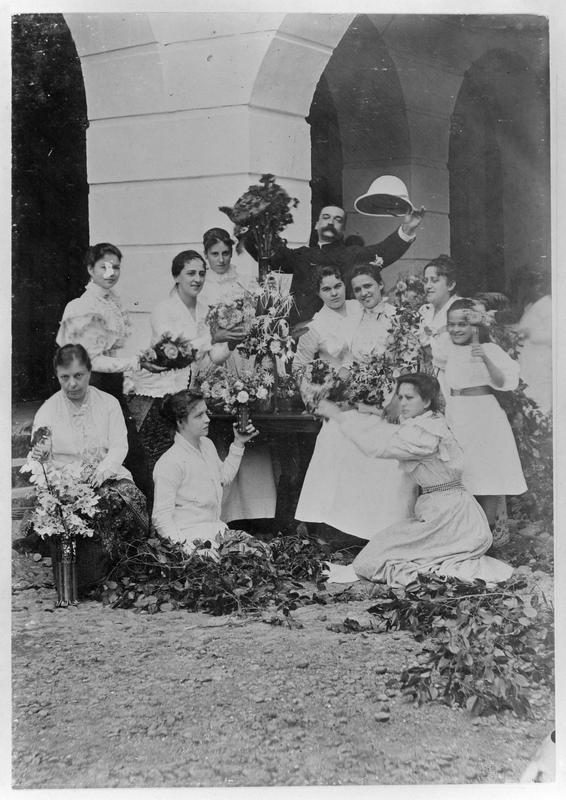
Valette met hoed boven een jarig nichtje

Valette werd geboren als zoon van Jacob Valette (1822-1887) en Constance Cathérine Hubertine Bastings. Zijn vader was leraar aan het gymnasium Willem III te Batavia. Hij trouwde in 1877 met Geertruida Johanna (Trudy) Couperus (1856–1918), lid van de familie Couperus. Zij was de zus van de schrijver Louis Couperus. Uit dit huwelijk werden zes kinderen geboren; drie van hen stierven jong. De anderen waren: Constance (1878-1965), John (1883) en Edmée (1886).

### Kinderen
Constance (Stan) was een lievelingsnichtje van Louis Couperus. Zij trouwde eerst in 1898 met Gerard Engelberts (1863-1942) van wie zij een jaar later scheidde. Zij hertrouwde in 1901 met Friedrich Johann Joseph Franz Biberle. Ten slotte trouwde zij in 1915 met Boudewijn Nierstrasz (1861-1939), lid van de Tweede Kamer der Staten-Generaal (en ze scheidde van hem in 1927). Uit haar tweede huwelijk had ze twee kinderen: Gertrude (1901) en Carla (1903).
John de la Valette woonde later in Londen en trouwde met M. Rose; van diens echtgenote is een portret geschilderd door William Lee-Hankey. John de la Valette was werkzaam in de scheepsbouw, maar hield zich ook met kunst bezig getuige het feit dat hij in 1935 Organising Secretary van de Exhibition of British Art in Industry in de Royal Academy was.
Edmée trouwde met Fergus Munro Mackie en woonde in Madrid.

## Ambtelijke loopbaan

### Opleiding
Valette volgde het Gymnasium Willem III; hij ontving in 1869 bovendien een "Getuigschrift voor Talen, Geschiedenis en Aardrijkskunde". In 1870 behaalde hij het Groot Ambtenaarsexamen A, als derde beste. In 1872 slaagde hij ook voor het examen voor Oost-Indisch ambtenaar; hij woonde toen te Leiden. Hij haalde (als zevende beste) ook nog het examen B voor ambtenaren bij de burgerlijke dienst in Nederland-Indië.

### Loopbaan in Nederlands-Indië

#### Vroege loopbaan
Na het behalen van het B-examen werd Valette bij ministerieel besluit van 25 september 1872 benoemd tot ambtenaar in de civiele dienst en ter beschikking gesteld van de gouverneur-generaal van Nederlands-Indië. Hij werd benoemd tot 2e commies bij het departement van Binnenlands Bestuur In april 1874 werd hij geplaatst bij het gouvernement van Sumatra's Westkust. Even later werd hij benoemd tot lid van de Plaatselijke Inlandse Schoolcommissie te Solok. In juli kreeg hij, op verzoek, wegens ziekte eervol ontslag. In 1875 werd hij opnieuw benoemd tot 2e commies op de algemene secretarie. In 1876 werd hij bevorderd tot 1e commies.
In 1877 was hij lid van de commissie tot overbrenging, van het stadhuis te Batavia naar het Italiaanse oorlogsschip Cristoforo Columbo, van het stoffelijk overschot van de oud-generaal en senator Nino Bixio (1821-1873) die aan cholera was overleden. Bixio speelde een belangrijk rol in de eenwording van Italië.
In 1878 bleek hij secretaris der residentie Banjoemas, en werd hij daar benoemd tot lid van de plaatselijke schoolcommissie. In 1879 kreeg hij, wegens ziekte, een tweejaarlijks verlof naar Europa; dit werd met zes manden verlengd. In april 1882 kwam hij te Batavia aan. Hij werd benoemd, als ambtenaar op non-activiteit, tot secretaris van de Residentie Pasoeroean, en toen vermeld als laatstelijk secretaris van de Residentie Banjoemas.
In 1888 werd Valette benoemd tot commissaris bij het agentschap te Pasoeroean van de Javasche Bank; hij was daar toen gewestsecretaris. Het jaar erna werd hij benoemd tot assistent-resident van Salatiga (Semarang). In 1891 werd hem een gratificatie toegekend van fl. 200 wegens de goede waarneming van de functie van algemeen ontvanger van 's lands kas in zijn standplaats.
Per 1 november 1892 kreeg hij zijn eerste driejaarlijkse tractementsverhoging en werd het met fl. 50 verhoogd tot fl. 650 per maand. Even later werd hij benoemd tot assistent-resident voor politie te Semarang. In dat jaar werd ook gemeld dat hij op de 1e en de 3e vrijdag van de maand ontvangdag hield. Hij zou als n° 2 op de voordracht staan voor secretaris van het Binnenlands Bestuur, in 1893.

#### Politie-expert en het Bertillon-systeem
In 1894 zou hij, wegens ziekte, met ingang van 2 april vertrekken met verlof naar Europa. Was hij niet op verlof vertrokken, dan zou hij benoemd zijn tot assistent-resident te Buitenzorg. Op verlof in Nederland werd hij belast met het bestuderen van inrichtingen van politie in Nederland, te Parijs en te Londen; dit werd ook gemeld toen hij terugkeerde naar Nederlands-Indië. In februari vertrok hij weer naar Batavia Bij terugkeer werd hij benoemd tot assistent-resident voor politie voor stad en voorsteden van Batavia. Even later werd hij benoemd tot assistent-resident van Buitenzorg. De laatste benoeming leidde tot het commentaar van de redacteur van De locomotief dat dit impliceerde dat er niets zou gebeuren met de hervorming van het politiewezen, waar Valette juist een (dure) reis voor had gemaakt en een lijvig rapport over had geschreven. In december werd Valette belast met de leiding van de uitvoering van de maatregel tot invoering van het "anthropometisch identificatiesysteem van den Heer A. Bertillon welke toepassing voorshands beperkt bleef tot misdadigers". Even later werd gemeld dat hij een kostenraming moest opstellen om dit stelsel in te voeren en daarover voor het einde van 1897 te rapporteren; hij kreeg een extra toelage daarvoor van 150 gulden, naast te vergoeden reis- en verblijfkosten. In februari daarna bekritiseerde de redacteur van De locomotief opnieuw deze wel erg magere 'opbrengst' van de eerdere reis en rapportage van Valette, daar een veel ingrijpender hervorming van het politiewezen noodzakelijk zou zijn. Diezelfde maand vertrok Valette, gezien zijn opdracht over het Berillon-stelsel, naar Semarang en meteen daarna naar Soerabaja. In die laatste plaats had hij overleg met onder andere de resident en ir. A.W. Hein (1847-1937), om localiteiten te vinden voor de Berillon-metingen. Begin maart keerde hij weer op post terug. In juni 1897 werd hij toegevoegd aan de Franse staatsman J.P.A. Chailley-Bert (1854-1928) die toen over Java reisde en in 1893 het Internationaal Koloniaal Instituut had opgericht. In november 1897 werd Valette gemachtigd drie toestellen met toebehoren aan te schaffen ter invoering van de Bertillon-methode van anthropometrische identificatie voor te openen inrichtingen in Semarang, Batavia en Soerabaja. In juli 1898 bleken de toestellen gearriveerd en zouden ze in dienst worden gesteld.

#### Promotie
In juni 1898 werd Valette voorgedragen als resident van Tegal. Per 5 juli 1898 werd hij in die functie benoemd. Die benoeming zou hij aan persoonlijk ingrijpen van de gouverneur-generaal te danken hebben: "De Gouverneur-Generaal zal echter overwogen hebben, dat de Heer Valette in zijn tegenwoordigen rang bewezen heeft door ongemeene gaven boven anderen uit te steken en zoo jong bloed in het korps willen brengen." De kandidaat van de Raad van Indië voor die post was Ch. D. H. Monod De Froideville (1851-1930) geweest, assistent-resident te Trenggalek.
In augustus 1899 kwamen Valette met echtgenote en twee kinderen aan vanuit Tegal te Semarang, in gezelschap van Louis Couperus en diens vrouw. Hij werd even later benoemd tot resident van Pasoeroean. Zijn residentie was de plaats waar Couperus zijn roman De stille kracht deels schreef en welke ook model stond voor de residentie van de daarin optredende Otto van Oudijck; deze, inmiddels zwaar vervallen residentie leek in 2013 herontdekt te zijn door Bas Heijne bij het maken van zijn documentaire over Louis Couperus (Louis Couperus - niet te stillen onrust), maar dit moest later gerectificeerd worden. In september, bij een bezoek aan de suikerfabrieken in Bangil, werd hij met muziek verwelkomd, en later op de dag ook weer uitgeleide gedaan.
In februari 1900 was Valette naar Buitenzorg geroepen voor "gewichtige dienstaangelegenheden" over Pasoeroean. Dat bezoek moest echter vanwege een ernstige malaria-aanval worden uitgesteld. Het 'gewichtige' betrof hier de inlijving van Probolinggo bij Pasoeroean. Met ingang van 3 april werd Valette ook met het bestuur van de residentie Probolinggo belast, naast dat van zijn functie van resident van Pasoeroean. In juli werd hem een binnenlands ziekteverlof van zes weken verleend.
In 1902 ging Valette met een maand verlof, "wegens dringende redenen naar Djokdja, Banjoemas, Bandoeng en Batavia". Eind 1902 was er sprake van dat Valette benoemd zou worden tot resident te Semarang. In 1904 werd hem een binnenlands ziekteverlof van twee maanden verleend. In 1905 ging het gerucht dat Valette pensioen zou aanvragen omdat hem geen belangrijker post werd aangeboden.

### Na zijn bestuursloopbaan
Dat ontslag liet nog twee jaren op zich wachten en onder de krantenkop "Weer een bestuursambtenaar die in de suiker gaat" werd aangekondigd dat De la Valette per 1 april 1907 zou aantreden als voorzitter van het Algemeen Syndicaat van Suikerfabrikanten, als opvolger van Samuel Cornelis van Musschenbroek. Per 8 april 1907 werd hij eervol ontslagen als resident en begon zijn werk bij het syndicaat.
In 1907 werd hij benoemd tot lid van de Raad van Toezicht van de Koloniale Bank.
In 1909 repatrieerde hij naar Nederland en kwam vanuit Batavia eerst aan te Genua.
Daar hield hij zich opnieuw met bankzaken bezig. Hij was ook commissaris bij de Archipelbank.

## Literaire loopbaan
In de jaren 1870 begon Valette columns te publiceren in de Java-bode. Van Daalen suggereert in 1877 dat Valette was gestopt met publiceren op aandringen van zijn superieuren, hoewel de publicist, Valette schreef onder de naam Ekhard, publiekelijk als reden had opgegeven dat hij er geen tijd meer voor had.

### Valette en Multatuli
Als 13-jarige las Valette voor het eerst Multatuli, en wel de bundel Ideeën. In 1880 maakte Valette voor het eerst in persoon kennismaking met Multatuli. Hij was bijzonder onder de indruk van 'Dek', zoals hij hem moest noemen. Hij ontmoette hem bij een lezing die Multatuli hield in de Haagse zaal Diligentia in januari 1880. Valette vond hem als voorlezer uit eigen werk eigenlijk nogal tegenvallen, maar na afloop werd hij door Carel Vosmaer aan Dek voorgesteld, en werd hij voor hem ingenomen. In de jaren nadien ontstond er een uitgebreide briefwisseling tussen Valette en Multatuli waaruit hij ook citeerde in zijn gepubliceerde herinneringen. Daarnaast heeft Valette in Duitsland bij Dek en zijn tweede vrouw gelogeerd. Nieuwenhuys meende dat de stijl van Valette veel aan die van Dek doet denken. Overigens liet Valette duidelijk blijken dat Multatuli als bestuursambtenaar verkeerd had opgetreden.

### Valette en Louis Couperus
Valette ging na het slagen voor zijn gymnasiumexamen in Delft de opleiding volgen voor ambtenaar bij het Binnenlands Bestuur. De oudere broers van Louis Couperus, John Ricus en Petrus Theodorus, studeerden daar ook; de laatste slaagde tegelijkertijd met Valette voor het B-examen. Vermoedelijk heeft Couperus toen Valette leren kennen, zoals de laatste zijn latere echtgenote waarschijnlijk toen heeft leren kennen. Couperus was toen echter nog een kleine jongen. In 1877 trouwde Valette met de zus van Couperus, Trudy. Daarna zullen ze elkaar dus vaker ontmoet hebben.
In 1899 logeert het echtpaar Couperus-Baud bij het echtpaar Valette-Couperus toen Valette resident te Pasoeroean was. Het is Valette die Couperus zou helpen aan informatie voor het schrijven van zijn roman De stille kracht, zoals Couperus later verklaart: "Met dankbaarheid herdenk ik, dat ik logeerende bij mijn zwager de La Valette, rezident van Tegal en later van Passoeroean, door den blik, dien hij mij liet slaan in de psyche der hoogere ambtenaren, een boek als De Stille Kracht heb durven schrijven, hoewel het mystische element er in niet zijn invloed was. Ik had nooit dit boek kunnen ontwerpen als ik zijne voorlichting had moeten missen. Nu kon ik, door het vele wat hij mij vertelde, mij voorstellen, hoe een rezident, hoofd van gewestelijk bestuur, zich voelen moest, zoo hij een persoonlijkheid was."
Op de 50e verjaardag van Couperus, op 10 juni 1913 publiceerde Valette onder zijn pseudoniem een uitvoerig artikel in De Nieuwe Courant over de schrijver, waarbij hij kon putten uit de circa 30 jaar omvattende briefwisseling tussen Couperus en zijn zus Trudy Valette-Couperus.
In 1914 behoort Valette tot de ondertekenaars van een oproep om geld in te zamelen voor die laatste verjaardag van de schrijver.

### John de la Valette en Louis Couperus
De zoon van Valette, John, woonde later in Londen en vertaalde Couperus' boek Nippon in het Engels (London, 1926). Gedurende zijn London-season in 1921 ontmoette Couperus daar ook zijn neef.

## Overige activiteiten
In 1893 bleek Valette voorzitter van de directie te zijn van de Schouwburg van Semarang. In die functie kondigt hij de opera van Balzofiore aan die naar Semarang zal komen.
In 1896 behoorde hij tot de oprichters van de Nederlandsen-Indische vereeniging tot bescherming van dieren.
Valtte richtte in 1898 te Tegal de vrijmetselaarsloge Humanitas op. (Hij was in de jaren 1890 al lid geweest van de Goudse loge De ware broedertrouw.)
In april 1899 organiseerde Valette en zijn vrouw een fancy fair waarvan de opbrengst, 1635 gulden, ten goede kwam aan het Protestants weeshuis te Semarang.
In 1900 werd hij benoemd tot lid van het Koninklijk Instituut voor de Taal-, Land- en Volkenkunde van Nederlands-Indië.
In 1907 werd hij benoemd tot lid van de commissie van toezicht op de hogere burgerschool te Soerabaja.

## Onderscheidingen
In 1896 werd hij benoemd door de koning van Siam tot Officier van de Orde van de Witte Olifant. In 1899 werd hem bij KB vergunning verleend tot het aannemen van het ordeteken van Ridder in het Legioen van Eer, hem verleend door de president van de Franse Republiek. In 1902 werd hem bij KB van 17 februari vergund het ordeteken aan te nemen van Commandeur in de Orde van de Kroon van Siam, zoals verleend door de koning van Siam. Bij de lintjesregen van 1902 werd hij benoemd tot Ridder in de Orde van de Nederlandse Leeuw.

### G.J.P. de la Valette
- [Boekbespreking van:] 'Bibliotheek voor School en Volk. Onder redactie van W.P. Wolters. - Den Haag, Henri J. Stemberg, 1880'.  in: De Gids 44 (1880), p. 206-208.
- [Boekbespreking van:] 'Walter Besant en James Rice, De Abdy van Thelema. Vertaald door H.T. Chappuis. Twee deelen. Heusden, H. Wuyster', in: De Gids 44 (1880), p. 537-542.
- Baren en oudgasten. Indische schetsen. 's- Gravenhage, Stemberg, 1880.
- Uit Den Haag. Reporter-praatjes. 's- Gravenhage, Henri J. Stemberg, 1882.

### Paul Ekhard
- 'Valentijn uit Goethe's Faust', in: Java-bode, 9 oktober 1875.
- 'Multatuli en Lamartine over specialiteiten', in: Java-bode, 15 januari 1876.
- 'Indische jongens', in: Java-bode, 16 februari 1876.
- 'Fantasiën. Frédérick Lemaître. Een necrologie', in: Java-bode, 25 maart 1876.
- 'Fantasiën. Mattheson', in: Java-bode, 13 mei 1876.